# Ґоґолево (Слупський повіт)
Ґоґолево (пол. Gogolewo) — село в Польщі, у гміні Дембниця-Кашубська Слупського повіту Поморського воєводства.
Населення — 443 особи (2011).
У 1975-1998 роках село належало до Слупського воєводства.

## Демографія
Демографічна структура станом на 31 березня 2011 року:
|          | Загалом | Допрацездатний вік | Працездатний вік | Постпрацездатний вік |
| -------- | ------- | ------------------ | ---------------- | -------------------- |
| Чоловіки | 227     | 58                 | 145              | 24                   |
| Жінки    | 216     | 61                 | 123              | 32                   |
| Разом    | 443     | 119                | 268              | 56                   |